# Francesco Vendramin
Francesco Vandramin (Venezia, 10 ottobre 1555 – Venezia, 8 ottobre 1619) è stato un cardinale e patriarca cattolico italiano.

## Biografia
Francesco Vendramin nacque il 10 ottobre 1555 a Venezia, figlio secondogenito di Marco Vendramin e Maria Contarini. Suo fratello fu Luca ed una sorella di cui non si conosce il nome che però sposò Pietro Loredan.
Venne prescelto dal senato veneziano per accompagnare il duca di Guisa durante la visita di quest'ultimo alla Repubblica di Venezia nel 1583. Ambasciatore della Serenissima presso i Savoia dal 1585 al 1589, passando poi all'ambasceria in Spagna dal 1592 al 1595, a quella austriaca nel 1597 e poi a quella francese nel 1598 ove rimase sino al 1600. Dal 1600 al 1604 fu ambasciatore veneziano presso la Santa Sede e con questa carica nel 1605 fu presso papa Paolo V per congratularsi per la sua elezione.
Da laico, fu eletto dal Senato veneziano con 132 voti contro 73 alla carica di patriarca di Venezia il 26 luglio 1605. L'elezione fu approvata dal papa il 12 maggio 1608, mentre il successivo 26 maggio fu lo stesso papa Paolo V a consacrarlo vescovo, assistito da Fabio Biondi, patriarca titolare di Gerusalemme, e da Metello Bichi, vescovo di Sovana.
Sempre papa Borghese lo creò cardinale nel concistoro del 2 dicembre 1615, ricevendo la berretta cardinalizia ed il titolo di San Giovanni a Porta Latina il 28 novembre dell'anno successivo. Il 18 gennaio 1617 consacrò la chiesa delle monache benedettine presso San Zaccaria e si preoccupò di far restaurare il palazzo patriarcale, non dimenticandosi di elargire copiose donazioni ai poveri e per il culto della Beata Vergine Maria.
Morì a Venezia l'8 ottobre 1619 e venne sepolto nella cappella di Santa Maria del Carmine che egli stesso aveva fatto costruire nella cattedrale veneziana. Secondo sua volontà, sulla sua tomba non venne posta alcuna iscrizione ad eccezione di un epigramma su un muro laterale della cappella che ancora oggi lo commemora.

## Genealogia episcopale
La genealogia episcopale è:
- Cardinale Guillaume d'Estouteville, O.S.B.Clun.
- Papa Sisto IV
- Papa Giulio II
- Cardinale Raffaele Sansone Riario
- Papa Leone X
- Papa Paolo III
- Cardinale Francesco Pisani
- Cardinale Alfonso Gesualdo di Conza
- Papa Clemente VIII
- Papa Paolo V
- Cardinale Francesco Vendramin